# Catastrophe de Sange

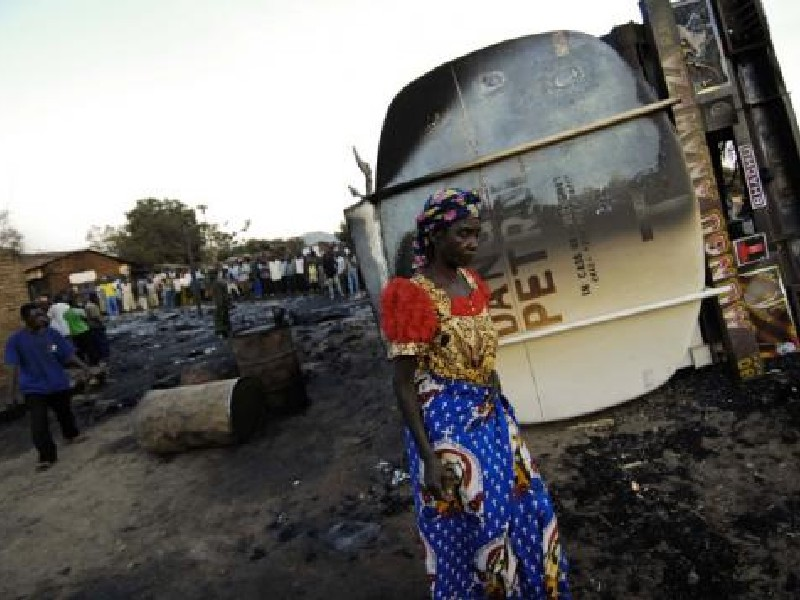
Le camion-citerne renversé.

La catastrophe de Sange est un accident routier, suivi d’une explosion et d’un incendie, faisant 242 morts, survenu le 2 juillet 2010 sur la route nationale 5 dans le Sud-Kivu au Congo-Kinshasa,. 
Un camion-citerne transportant du carburant s’est renversé sur le bas côté, probablement à cause d’un excès de vitesse, vers 18 heures lorsqu’il traversait Sange, ville de plus de 50 000 habitants. Le conducteur, qui a pu sortir du camion, dit alors aux gens de s’éloigner. Cependant, quelques personnes, au lieu de fuir, sont venues récupérer le carburant qui commençait à sortir du camion. Il y a ensuite eu une explosion, une des personnes s’étant ruée vers le camion fumant une cigarette selon certains témoins. Plusieurs personnes ont été brûlées sur le champ. Le feu s’est ensuite propagé dans le quartier, brûlant plus d’une vingtaine de maisons, et a rattrapé plusieurs personnes qui s’enfuyaient. Beaucoup d’autres ont été surprises et n’ont pas pu s’enfuir. Certaines victimes étaient des téléspectateurs qui suivaient le match de la Coupe du monde de football entre le Brésil et les Pays-Bas dans une salle de projection.
Parmi les 242 morts, on compte 60 enfants. Les blessés ont été acheminés à Bukavu, le chef-lieu de la province du Sud-Kivu, 70 km au nord, et à Uvira, 30 km au sud. Les services médicaux de Sange, les forces armées congolaises et le contingent pakistanais de la Mission de l’ONU en RDC (MONUSCO), basé à Sange, ont organisé les secours.
Le 4 juillet, le président de la république, Joseph Kabila Kabange, décrète 2 jours de deuil national en mémoire des centaines de victimes, et a présenté, au nom de tout le peuple congolais des condoléances les plus attristées aux familles des victimes.